# 시민적 및 정치적 권리에 관한 국제규약

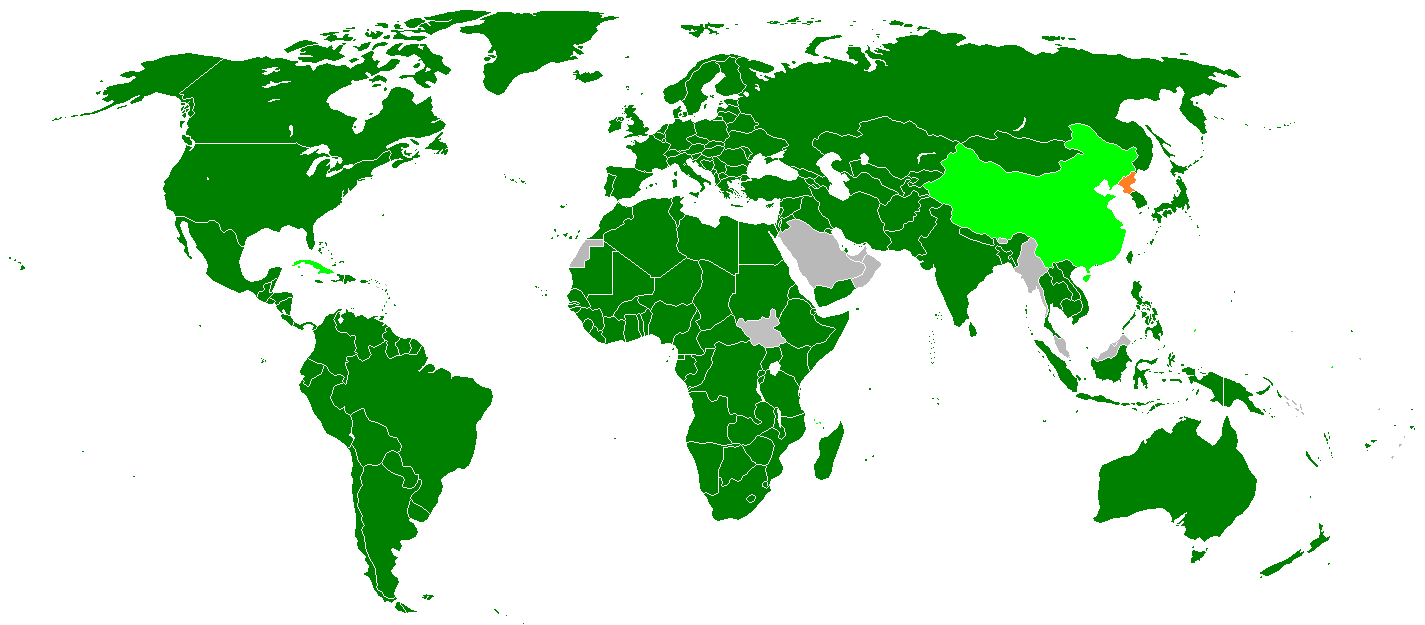
B규약 가입국

시민적 및 정치적 권리에 관한 국제규약은 전 세계적으로 법률적 효력이 인정되는 국제인권규약이다. B규약 또는 자유권 규약이라고도 부른다.

## 내용
세계 인권 선언은 국제관습법이 되어서 모든 나라에 법률적 효력이 있다는 일각의 주장도 있으나 통설은 아니며, 따라서 권고로서의 효력밖에 없는 유엔 총회 결의일 뿐이다. 따라서 세계인권선언을 각국에 법률적 강제력이 있도록 한 것이 사회권 규약(A규약)과 자유권 규약이다. 세계인권선언과 비교할 때 국제인권규약에 나열된 권리들의 목록은 법률적인 면에서 훨씬 세부적으로 규정되었을 뿐 아니라, 더 많은 권리들을 새롭게 추가하기도 하였다. 대표적인 것이 소수집단에 대한 인권보장조항, 채무불이행만을 이유로 감옥에 가지 않을 권리, 자유를 박탈당한 모든 사람은 인도적으로 처우받으며, 인간으로서의 고유한 존엄성을 존중받는 대우를 받을 권리, 모든 아동들은 국적을 취득할 권리, 모든 아동은 미성년자로서 받아야할 특별한 보호조처를 받을 권리 등이다.
당사국은 자신의 관할권하에 있는 "모든 개인"에 대하여 어떠한 차별도 없이 규약상의 권리를 존중하고 확보할 것을 약속하는 한편, 규약상의 권리를 실현하기 위하여 필요한 입법이나 기타 조치를 바로 취할 것을 약속하였다. 그리고 규약에서 보장하고 있는 권리나 자유를 침해당한 자에 대하여는 효과적인 구제조치를 보장할 것도 약속하였다. 생명권 등 기본적 권리는 국가 비상사태시에도 보장이 유보될 수 없다고 규정하고 있다.

## 자유권 규약 위원회
자유권 규약에는 자유권 규약 위원회(UNHRC, United Nations Human Rights Committee)를 설립할 것이 규정되어 있다. 이는 국제 연합 인권 이사회(UNHRC, United Nations Human Rights Council)와는 별도의 기구이다. 둘 다 UNHRC의 약자를 써서 혼동이 있다.

## 조선민주주의인민공화국
자유권 규약 위원회는 1997년 8월, 1998년 8월 조선민주주의인민공화국에 2차례 인권개선권고를 하였다. 이에 대해 조선민주주의인민공화국은 1997년에 자유권 규약과 사회권 규약의 탈퇴를 선언했다. 주권 보장(내정간섭금지원칙)을 위해 탈퇴를 하지만, 동 규약상의 권리는 계속 보장될 것이라고 하였다. 이에 대해 코피 아난 국제 연합 사무총장은 조약에 탈퇴 조문이 없으므로 탈퇴를 할 수 없다고 했고, 1998년 조선민주주의인민공화국은 탈퇴를 철회했다.

## 참고 문헌
- 정인섭, 신국제법강의(이론과 사례), 박영사, 2011.[쪽 번호 필요]

## 같이 보기
- 세계 인권 선언
- 시민적 및 정치적 권리에 관한 국제규약 선택의정서
- 경제적 사회적 및 문화적 권리에 관한 국제규약
- 경제적 사회적 및 문화적 권리에 관한 국제규약 선택의정서
- 자유권